# Trầm tích nửa biển khơi
Trầm tích nửa biển khơi hoặc trầm tích bán biển khơi là một loại trầm tích biển; bao gồm các hạt kích thước bột và sét, là loại vật liệu có nguồn gốc lục địa hoặc một số có nguồn gốc sinh học sinh ra từ các vùng đất gần nơi lắng đọng hoặc từ các sinh vật sống trong nước. Trầm tích nửa biển khơi lắng đọng trên các thềm lục địa và chân lục địa, khác với trầm tích biển khơi về mặt thành phần. Trầm tích biển khơi chủ yếu bao gồm các vật liệu nguồn gốc sinh học từ các sinh vật sống trong cột nước hoặc dưới đáy biển và chứa rất ít hoặc không có vật liệu nguồn gốc lục địa. Vật liệu nguồn gốc lục địa bao gồm các khoáng vật từ thạch quyển như felspat hoặc thạch anh. Núi lửa trên đất liền, trầm tích gió thổi cũng như các hạt cuộn chảy theo các dòng sông có thể đóng góp vào trầm tích nửa biển khơi. Các lắng đọng này có thể được sử dụng để xác định đặc tính của các thay đổi khí hậu và nhận dạng các thay đổi trong lai lịch trầm tích.

## Quá trình lắng đọng
Sự phân tán trầm tích nửa biển khơi chủ yếu do lưu lượng sông kiểm soát. Tốc độ phân tán chịu ảnh hưởng của các biến đổi mực nước biển làm thay đổi độ gần xa của các cửa sông với các lưu vực đại dương và của các hiện tượng hải dương học như hải lưu. Các biến đổi mực nước biển là do sự dao động tự nhiên của trái đất giữa các thời kỳ băng hà và gian băng gây ra. Ví dụ, mực nước biển trung bình thấp sẽ xảy ra trong thời kỳ băng hà do có nhiều nước hơn bị giữ lại trong các chỏm băng. Ngoài ra, các vụ lở đất ngầm dưới nước gọi là dòng rối (hay dòng xáo động, trọc lưu) có thể vận chuyển trầm tích nửa biển khơi từ dốc lục địa đến chân lục địa và tạo thành một trình tự phân tầng đá trọc tích.
Thông thường, trầm tích nửa biển khơi được vận chuyển đến dốc lục địa trong hệ thống huyền phù từ cửa sông nhưng cũng có thể được vận chuyển bằng gió. Tốc độ lắng đọng của trầm tích nửa biển khơi cao hơn tốc độ lắng đọng của trầm tích biển khơi nhưng vẫn khá chậm. Thông thường trầm tích nửa biển khơi tích tụ quá nhanh để phản ứng hóa học với nước biển. Do đó, trong phần lớn các trường hợp thì các hạt riêng lẻ giữ lại các tính chất và đặc trưng có từ nơi chúng hình thành.

## Thành phần
Trầm tích nửa biển khơi có thể được tạo thành từ một loạt các nguyên tố hoặc các khoáng vật. Thành phần của trầm tích nửa biển khơi trực tiếp phụ thuộc vào thành phần của khối đất liền kề và các sự kiện địa chất như hoạt động núi lửa có ảnh hưởng đến trầm tích đầu vào các đại dương. Trầm tích nửa biển khơi chủ yếu có nguồn gốc lục địa nhưng cũng có thể có các loại bùn vôi/cát nguồn gốc sinh học từ các sinh vật biển như trùng tia (Radiolaria) hoặc tảo cát (Bacillariophyceae). Trùng tia là các loài động vật phù du tạo ra các loại vỏ hay mai từ cát, còn tảo cát là những sinh vật quang hợp sống trong khu vực được ánh sáng mặt trời chiếu sáng của đại dương. Cả hai nhóm sinh vật đều có thể nhìn thấy trong hồ sơ đá trầm tích. Ví dụ, trong hệ tầng Galice ở Oregon, trình tự phân tầng nửa biển khơi được tạo thành từ sét kết trùng tia dạng đá bảng với đá silic trùng tia cũng có mặt. Sét kết trong hệ tầng Galice bao gồm các trầm tích trùng tia, mạt vụn nguồn gốc lục địa và đá túp cũng như trầm tích nhiệt dịch.